# Буков'є-Подврсько
Буков'є-Подврсько (хорв. Bukovje Podvrško) — населений пункт у Хорватії, у Загребській жупанії у складі міста Самобор.

## Населення
Населення за даними перепису 2011 року становило 31 осіб.
Динаміка чисельності населення поселення:

## Клімат
Середня річна температура становить 9,72 °C, середня максимальна — 22,94 °C, а середня мінімальна — -5,51 °C. Середня річна кількість опадів — 1118 мм.
| Клімат поселення                              | Клімат поселення | Клімат поселення | Клімат поселення | Клімат поселення | Клімат поселення | Клімат поселення | Клімат поселення | Клімат поселення | Клімат поселення | Клімат поселення | Клімат поселення | Клімат поселення | Клімат поселення |
| Показник                                      | Січ.             | Лют.             | Бер.             | Квіт.            | Трав.            | Черв.            | Лип.             | Серп.            | Вер.             | Жовт.            | Лист.            | Груд.            |                  |
| Середній максимум, °C                         | 5,89             | 7,27             | 10,96            | 15,11            | 19,78            | 22,94            | 22,21            | 21,83            | 18,14            | 13,33            | 7,94             | 4,35             |                  |
| Середня температура, °C                       | 0,20             | 1,58             | 5,26             | 9,41             | 14,09            | 17,24            | 19,04            | 18,69            | 14,96            | 10,16            | 4,78             | 1,20             |                  |
| Середній мінімум, °C                          | −5,51            | −4,11            | −0,43            | 3,70             | 8,40             | 11,56            | 15,86            | 15,50            | 11,80            | 6,99             | 1,61             | −1,98            |                  |
| Норма опадів, мм                              | 58               | 62               | 78               | 86               | 93               | 120              | 105              | 107              | 108              | 107              | 110              | 84               |                  |
| Середньомісячна швидкість вітру, м/с          | 1.71             | 1.84             | 2.20             | 2.14             | 2.02             | 1.80             | 1.74             | 1.65             | 1.59             | 1.69             | 1.80             | 1.78             |                  |
| Середньомісячна сонячна радіація, кДж/м²·день | 4179             | 6889             | 10397            | 14823            | 18827            | 20572            | 21482            | 18593            | 13799            | 8713             | 4641             | 3394             |                  |
| --------------------------------------------- | ---------------- | ---------------- | ---------------- | ---------------- | ---------------- | ---------------- | ---------------- | ---------------- | ---------------- | ---------------- | ---------------- | ---------------- | ---------------- |
| Джерело:                                      |                  |                  |                  |                  |                  |                  |                  |                  |                  |                  |                  |                  |                  |